# فابریسیو دوس سانتوس مسیاس
فابریسیو دوس سانتوس مسیاس (به پرتغالی: Fabrício dos Santos Messias) هافبک اهل برزیل است که در شهر Hortolândia و در تاریخ ۲۸ مارس ۱۹۹۰ به دنیا آمده‌است.
فابریسیو دوس سانتوس مسیاس در تیم‌های فوتبال کورینتیانس سابقهٔ حضور دارد.